# Präimplantationsdiagnostik

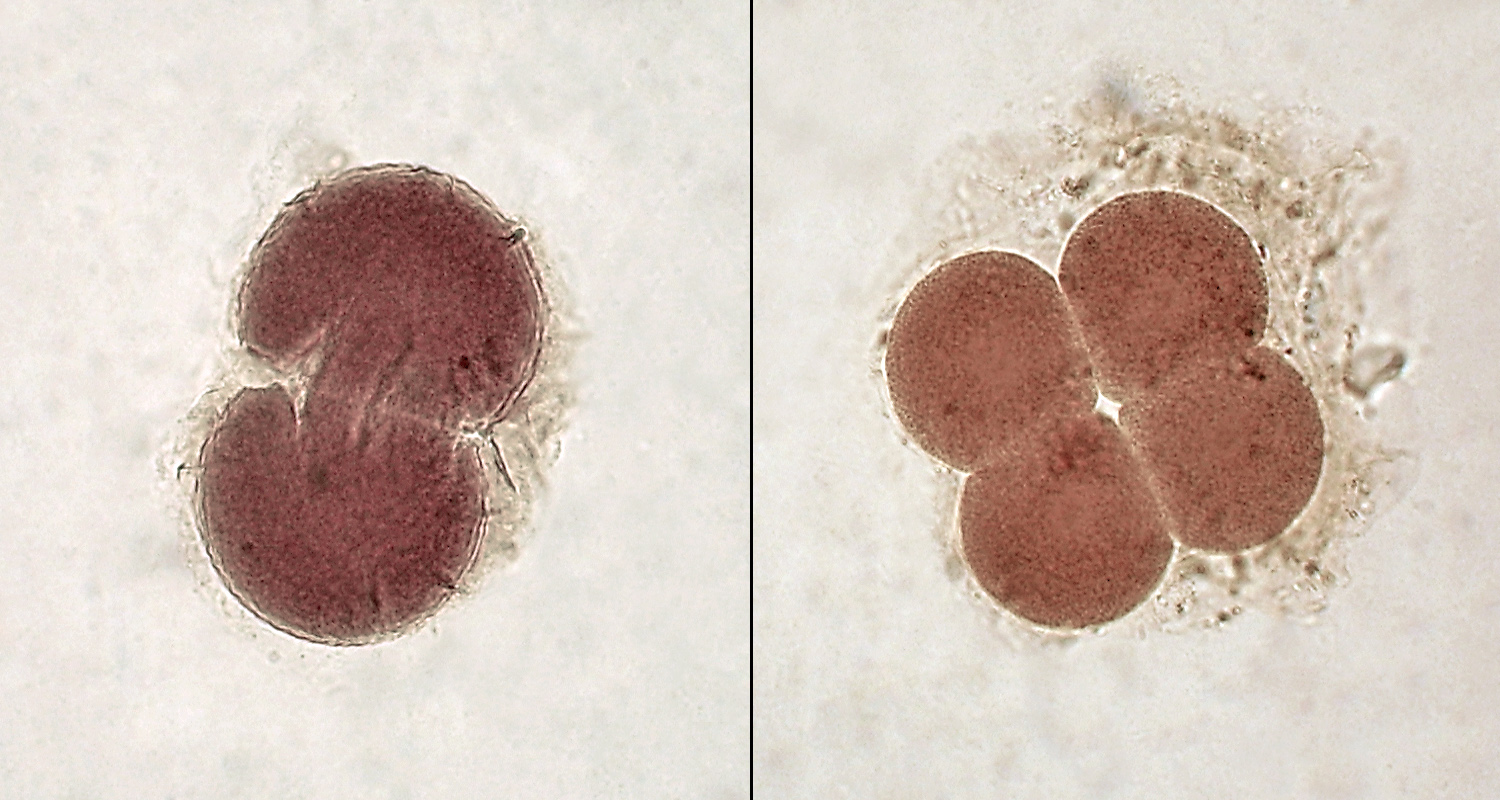
Embryonen im 2- und 4-Zellen-Stadium

Die Präimplantationsdiagnostik (PID) umfasst die Methoden zellbiologischer und molekulargenetischer Untersuchungen, die dem Entscheid darüber dienen, ob ein durch In-vitro-Fertilisation erzeugter Embryo in die Gebärmutter eingepflanzt werden soll oder nicht.
Die PID ist seit den frühen 1990er Jahren verfügbar und wurde bereits bei der Zeugung von über 10.000 Kindern weltweit angewendet. Sie wird hauptsächlich zur Erkennung von Erbkrankheiten und Anomalien der Chromosomen angewendet. Auch die Auswahl des Geschlechts oder bestimmter erblicher Eigenschaften des Kindes sind möglich. Die PID kann auch zur Erzeugung eines sogenannten „Retterbabys“ eingesetzt werden, das als genetisch kompatibler Spender von Stammzellen für ein erkranktes Geschwister geeignet ist.
Die PID ist ethisch und politisch umstritten, da sie grundlegende Fragen nach dem Wert – und der Zulässigkeit der Bewertung – sich entwickelnden Lebens aufwirft. In vielen Ländern, darunter den meisten europäischen Ländern, ist die PID gesetzlich geregelt und für teils unterschiedliche Anwendungen erlaubt. In Deutschland ist sie ausschließlich zur Vermeidung von schweren Erbkrankheiten, Tot- oder Fehlgeburten zulässig, in Österreich nur zur Behebung erblich bedingter Unfruchtbarkeit, und in der Schweiz für beide Anwendungsfälle.

## Begriff und Abgrenzung
| Untersuchungen in der Fortpflanzungsmedizin |
| --- |
| Präfertilisationsdiagnostik: Untersuchung der Eizelle vor der Befruchtung Präimplantationsdiagnostik: Untersuchung des Embryo vor der Einpflanzung in die Gebärmutter Pränataldiagnostik: Untersuchung des Fötus vor der Geburt |

Als Präimplantationsdiagnostik wird im Allgemeinen die genetische Untersuchung eines außerhalb des Körpers (in vitro) erzeugten Embryos vor dessen Implantation in die Gebärmutter der Frau bezeichnet. Üblicherweise werden dabei dem Embryo drei Tage nach der Befruchtung, wenn er aus sechs bis zehn Zellen besteht, eine oder zwei Zellen entnommen und auf bestimmte Gendefekte (Genmutationen) hin untersucht. Gewöhnlich wird zur Präimplantationsdiagnostik auch das Aneuploidie-Screening gezählt, bei dem der Embryo auf das Vorliegen überzähliger Chromosomen oder das Fehlen von Chromosomen überprüft wird.
Die Präimplantationsdiagnostik ist von der Präfertilisationsdiagnostik zu unterscheiden. Bei dieser Methode finden die Untersuchungen statt, bevor man die Zellkerne von Eizelle und Spermium zusammenbringt, also vor dem Embryonalstadium. Dazu gehört etwa die Polkörperdiagnostik, ein Untersuchungsverfahren an der Eizelle, bei dem aus der genetischen oder chromosomalen Ausstattung der Polkörper auf das Erbmaterial der Eizelle geschlossen wird. Sie ist weiter zu unterscheiden von der Pränataldiagnostik, der Untersuchung des Fötus in der Gebärmutter.

## Geschichte
1990 kam in Großbritannien das erste Kind zur Welt, bei dem mittels PID das Geschlecht festgestellt worden war, um das Auftreten einer X-chromosomalen Erbkrankheit zu verhindern. Zwei Jahre später wurde das erste Kind geboren, bei dem mittels PID eine monogene Erbkrankheit ausgeschlossen worden war. Wurde diese Technik anfangs nur in Einzelfällen und zum Nachweis einiger weniger Erbkrankheiten eingesetzt, so liegt die Zahl der bis heute weltweit nach einer PID geborenen Kinder bereits über 10'000.

## Anwendungsbereiche
Die immer verbreitetere Anwendung der PID weltweit ist nicht zuletzt auf eine Ausweitung des Indikationenspektrums zurückzuführen. So wird heute die PID nicht nur zum Nachweis von etwa 200 Erbkrankheiten genutzt, sondern darüber hinaus für andere Zwecke wie etwa um die Erfolgsrate der In-vitro-Fertilisation zu erhöhen, oder zur Geschlechterselektion mit oder ohne Krankheitsbezug. Die Ausweitung der Indikation ist auch gegenüber dem Indikationenspektrum im Falle der Pränataldiagnostik (PND) zu beobachten; so werden mittels PID Krankheiten diagnostiziert, die auch bei einer PND untersucht werden könnten, deren Diagnose aber nicht üblich ist.

### Screening von numerischen Chromosomenstörungen (Aneuploidie)
Heute ist das Aneuploidie-Screening die häufigste Indikation für eine PID. Seit rund 15 Jahren wird diese Untersuchung im Rahmen einer PID immer häufiger bei unfruchtbaren Paaren in meist fortgeschrittenem Alter angewendet, die z. T. bereits mehrere Fehlgeburten oder mehrere erfolglose IVF-Zyklen erlitten haben. Dabei ist das erklärte Ziel, Embryonen mit numerischen Chromosomenstörungen, die für die genannten Probleme als ursächlich angesehen werden, auszusondern, um so die Erfolgsrate der IVF zu verbessern.
Eine Aneuploidie-Untersuchung im Rahmen einer PID erhöht nicht nur die Chance, ein gesundes Kind zu bekommen, sondern auch die Chance, überhaupt ein Kind zu bekommen. Bei der natürlichen Vereinigung von Ei und Samen entsteht mehr Ausschuss als Nachwuchs. Ein gut fruchtbares Menschenpaar im besten Zeugungsalter erreicht im Durchschnitt nur in jedem vierten Zyklus der Frau eine Schwangerschaft, obgleich es wohl stets zu Befruchtungen kommt. Mehr als vier von fünf befruchteten Eizellen, schätzen Fachleute, nisten sich nie in der Gebärmutter ein. Die wichtigste Ursache für diese Reproduktionsdefizite sind Chromosomenstörungen, so genannte Aneuploiden: Hat das werdende Leben in seinen Zellen mehr als die korrekte Zahl von 46 Chromosomen oder weniger, geht seine Überlebenschance gegen Null. Durch das Aneuploidie-Screening soll erreicht werden, dass nur Embryonen mit 46 Chromosomen einer Frau im Rahmen des Embryonentransfers eingesetzt werden, damit die Chance einer Lebendgeburt steigt.
Die PID wird häufig auch fruchtbaren Frauen über 35 Jahren angeboten. Bei dieser Zielgruppe besteht infolge ihres fortgeschrittenen Alters ein erhöhtes Risiko, Kinder mit einer chromosomalen Störung wie insbesondere Trisomie 21 zu bekommen.

### Nachweis genetisch bedingter Krankheiten
Ein weiteres mögliches Anwendungsgebiet der PID ist der Nachweis genetisch bedingter, d. h. erblicher Krankheiten, die familiär gehäuft auftreten. Weniger häufig wird die PID auch im Rahmen allgemeiner Risikovorsorge angewendet, namentlich zur Entdeckung spontaner Neumutationen in einer durch genetische Krankheiten bisher unbelasteten Familie.

### Auswahl immunkompatibler Embryonen
Seit 2001 wird die PID auch mit dem Ziel durchgeführt, einen Embryo auszuwählen, der immunologisch verträglich mit einem schwer erkrankten Geschwister ist. Man spricht in diesem Zusammenhang von HLA-Typisierung (Human Lymphocyte Antigen) oder von der Erzeugung eines „Retter-“ oder „Designbabys“. Bei der HLA-Typisierung geht es typischerweise um folgendes Szenario: Eltern haben ein Kind, welches an einer erblichen Krankheit leidet, welche die Blutbildung (z. B. Fanconi-Anämie, Diamond-Blackfan-Anämie, β-Thalassämie) oder die Immunabwehr schwer schädigt. Dem erkrankten Kind kann durch eine geeignete Blutstammzellenspende wirksam geholfen werden. Grundsätzlich findet man unter Geschwistern am ehesten einen immunologisch verträglichen Spender. Die Wahrscheinlichkeit, dass ein natürlich gezeugtes Geschwister immunkompatibel ist, liegt indessen bei 25 %. Mittels IVF und PID kann die Wahrscheinlichkeit, einen passenden Spender zu finden, erheblich gesteigert werden. Dabei wird nach immungenetischen Kriterien unter den in vitro erzeugten Embryonen ein Embryo ausgesucht, der zum erkrankten Geschwister passt. Zugleich wird im selben PID-Verfahren ausgeschlossen, dass das „Retterbaby“ ebenfalls Anlageträger für die gleiche Krankheit ist.
Die PID zur Auswahl eines immunkompatiblen Embryos wird bisweilen auch dann eingesetzt, wenn das zu heilende Geschwister an einer nicht erblichen Krankheit wie etwa Leukämie leidet. In diesem Fall wird die PID ausschließlich im Interesse des erkrankten Kindes durchgeführt.

### Selektion des Geschlechts ohne Krankheitsbezug
Die PID wird zunehmend auch einzig mit dem Ziel durchgeführt, das Geschlecht des Embryos auszuwählen. Diese Indikation wird gewöhnlich als „social sexing“ oder als „family balancing“ bezeichnet. Dabei geht es in den USA wie auch in Europa darum, Familien ein ausgewogenes Verhältnis zwischen Mädchen und Jungen zu ermöglichen, so dass keine generelle Präferenz für eines der Geschlechter beobachtet werden kann. In anderen Ländern stellt der Wunsch nach männlichen Nachkommen dagegen die wesentliche Motivation für die Geschlechtsselektion dar. In Europa wird die PID in knapp 2 % der Fälle zur Selektion des Geschlechts ohne Krankheitsbezug angewendet. In den USA sind es etwa 10 % aller PID-Zyklen.

### Positive Selektion einer genetisch bedingten Anomalie
In den USA wird die PID vereinzelt auch Paaren mit einer genetisch bedingten Anomalie angeboten, die sich Kinder mit der gleichen Anomalie wünschen. Als Beispiel hierzu kann die erbliche Taubheit angeführt werden, die mittels PID nachgewiesen werden kann. Etwa 3 % der IVF/PID-Kliniken in den USA bieten diese Art von Diagnostik an.

## Verfahren
Um eine PID durchführen zu können, ist vorgängig eine In-vitro-Fertilisation (IVF) notwendig. Dabei kann das Verfahren der IVF mit PID grob in fünf Schritte unterteilt werden:
1. Hormonstimulation und Eizellgewinnung
2. extrakorporale (außerkörperliche) Befruchtung
3. Embryobiopsie (Entnahme bzw. Abspaltung einer Zelle des Embryo)
4. genetische Diagnostik
5. Embryotransfer oder Kryokonservierung

Die Schritte drei und vier machen die PID im engeren Sinn aus und werden hier näher beschrieben.

### Trophektoderm- und Embryobiopsie
Die Embryobiopsie, also die Abspaltung einer oder zweier Zellen von einem Embryo, erfolgt in der Regel am dritten Tag nach der Befruchtung. Der Embryo besteht zu diesem Zeitpunkt gewöhnlich aus sechs bis zehn Zellen und ist von einer Schutzhülle (zona pellucida) umgeben. Etwa 70 % der Embryonen im 4-Zellen-Stadium erreichen das 8-Zellen-Stadium.
Gemäß einem neueren Verfahren wird der Embryo erst etwa am fünften oder sechsten Entwicklungstag biopsiert. In diesem Entwicklungsstadium besteht der Embryo aus einer äußeren Zellgruppe, aus der die Plazenta hervorgeht (Trophoblast), und der inneren Zellmasse, aus der sich der Embryo bzw. Fötus entwickelt (Embryoblast), und wird als Blastozyste bezeichnet. Man spricht demzufolge auch von Blastozystenbiopsie. Bei einer Blastozystenbiopsie werden in der Regel dem Trophoblasten mehrere Zellen entnommen und genetisch untersucht. Noch ist nicht restlos geklärt, welche Vor- und Nachteile die Blastozystenbiopsie im Vergleich zur am dritten Tag durchgeführten Embryobiopsie aufweist. Ein Vorteil der Blastozystenbiopsie ist, dass mehr als zwei Zellen gewonnen und untersucht werden können. Eine Studie aus dem Jahr 2014 weist darauf hin, dass Embryonen am Tag drei eine hohe Rate chromosomaler Fehlverteilungen aufweisen, die in der Weiterentwicklung des Embryos noch abgestoßen bzw. repariert werden können.
Bei einer Embryobiopsie wird zuerst mit Hilfe von Säure, Laserlicht oder auf mechanischem Weg eine Öffnung in der den Embryo umgebenden Schutzhülle geschaffen. Anschließend werden dem Embryo mittels einer Saugpipette eine oder zwei Zellen entnommen. Diese Zellentnahme verläuft nicht immer erfolgreich: In etwa 5 % der Biopsien gehen die abgespaltenen Zellen zugrunde und können nicht mehr genetisch untersucht werden. Demzufolge kann der betroffene Embryo grundsätzlich nicht mehr zu Fortpflanzungszwecken verwendet werden, weil nicht feststellbar ist, ob er den fraglichen Gendefekt trägt oder nicht. In seltenen Fällen stirbt der Embryo direkt infolge der Biopsie ab.
Es finden sich zudem vermehrt auch Hinweise, dass die Abspaltung von Zellen möglicherweise die Implantationsfähigkeit des Embryos verringert. Noch wenig geklärt ist die Frage, ob die Abspaltung darüber hinaus weitere negative Auswirkungen auf die Entwicklung des Embryos oder des Kindes haben könnte. Gemäß neueren Untersuchungen (Stand 2010) scheint die PID das Risiko für schwere Fehlbildungen bei Neugeborenen nicht zu beeinflussen. Des Weiteren dürfte die PID zumindest keine negativen Auswirkungen auf die geistige und psychomotorische Entwicklung von Kindern in den ersten beiden Lebensjahren haben.

### Genetische Diagnostik
Die Untersuchung des Erbguts der abgespaltenen Zelle(n) erfolgt je nach Fragestellung mittels unterschiedlicher Diagnoseverfahren und kann je nach Methode zwischen 24 Stunden bis zu vier Wochen dauern. Der FISH-Test beispielsweise testet auf Chromosomenaberrationen, sehr schwerwiegende Veränderungen des Genoms. Einzelne Gene werden dann untersucht, wenn bei den Eltern eine Disposition zu einem Gendefekt vorliegt, wenn also eine bestimmte Erbkrankheit in der Familie gehäuft vorkommt. Die FISH-Technik wird zunehmend von der Array-CGH (CGH: „comparative genomic hybridization“) und der Next Generation Sequencing (NGS) abgelöst, die auch kleinere segmentaler chromosomaler Imbalancen und zufällige Aneuploidien aufdecken können. Insbesondere die NGS als günstigere und feinere Technik, die auch Mosaike erkennen kann, wird zunehmend zur Anwendung in dafür ausgerüsteten Laboren kommen.
Die Wahrscheinlichkeit, dass die Untersuchung des Genoms einer isolierten Zelle zu einem interpretierbaren Ergebnis führt, liegt bei etwa 90–95 %. In 5–10 % der Fälle erhält man wegen technischer Probleme kein Ergebnis.

### Fehldiagnosen
Die PID stellt ein schwierig durchzuführendes Verfahren dar, nicht zuletzt deshalb, weil gewöhnlich höchstens zwei Zellen für den Test zur Verfügung stehen und das Verfahren nicht wiederholt werden kann. Deshalb ist das Risiko von Fehldiagnosen nicht zu vernachlässigen. Die Wahrscheinlichkeit, dass das Testergebnis korrekt ist, liegt bei etwa 90–95 %. Zur Überprüfung des Ergebnisses wird allen betroffenen Paaren empfohlen, während der Schwangerschaft zusätzlich eine PND durchzuführen.
Das häufigste Problem sind falsch negative Untersuchungsergebnisse aufgrund von Kontamination mit Fremd-DNA oder aufgrund des so genannten „Allelic dropout“, d. h. der Analyse nur eines statt beider Allele. Bei einem falsch negativen Untersuchungsergebnis ist der Embryo Träger des Gendefektes, obwohl die Diagnose dies nicht aussagt.
Ein weiteres Problem stellt der Mosaizismus dar, wobei unter einem Mosaik ein Embryo verstanden wird, der aus genetisch verschiedenen Zellen aufgebaut ist. So kommt es vor, dass die untersuchten Zellen ein anderes Genom aufweisen als die restlichen Zellen, was zu einer Fehldiagnose führt. Mosaizismus tritt relativ häufig auf und ist auf Fehler bei der Zellteilung zurückzuführen.

### Erfolgsraten der einzelnen Prozessschritte
Die folgende Tabelle gibt die durchschnittliche Wahrscheinlichkeit des Erfolges der einzelnen Prozessschritte im Rahmen einer IVF/PID an, unter der Annahme, dass ein Elternteil an einer autosomal-dominanten Erbkrankheit (heterozygot) leidet und ein Frischzyklus durchgeführt wird.
| 1. Eizelle                                           | 1    |      |      |      |      |      |      |      |      |
| 2. inseminationsfähige Eizelle                       | 0.8  | 1    |      |      |      |      |      |      |      |
| 3. imprägnierte Eizelle                              | 0.56 | 0.7  | 1    |      |      |      |      |      |      |
| 4. Embryo im 4-Zellen-Stadium                        | 0.3  | 0.38 | 0.55 | 1    |      |      |      |      |      |
| 5. Embryo im 8-Zellen-Stadium                        | 0.22 | 0.28 | 0.4  | 0.72 | 1    |      |      |      |      |
| 6. erfolgreiche Biopsie                              | 0.2  | 0.27 | 0.38 | 0.68 | 0.95 | 1    |      |      |      |
| 7. erfolgreiche Diagnose                             | 0.18 | 0.25 | 0.34 | 0.61 | 0.86 | 0.9  | 1    |      |      |
| 8. transferierbarer Embryo (ohne genetischen Defekt) | 0.09 | 0.13 | 0.17 | 0.31 | 0.43 | 0.45 | 0.5  | 1    |      |
| 9. Embryo nach erfolgreicher Implantation            | 0.02 | 0.02 | 0.03 | 0.05 | 0.06 | 0.07 | 0.08 | 0.15 | 1    |
| 10. Geburt                                           | 0.01 | 0.02 | 0.03 | 0.04 | 0.05 | 0.06 | 0.07 | 0.13 | 0.85 |

Lesebeispiel: Die Wahrscheinlichkeit, dass sich eine imprägnierte Eizelle von guter Qualität (Spalte 3) zu einem transferierbaren Embryo (Zeile 8) entwickelt, beträgt 0.17 bzw. 17 %.
Die Wahrscheinlichkeit, dass man aus einer bestimmten Anzahl imprägnierter Eizellen von guter Qualität bei IVF mit PID mindestens einen transferierbaren Embryo erhält, beträgt demnach:
| Anzahl imprägnierte Eizellen | 1    | 2    | 3    | 4    | 5    | 6    | 7    | 8    | 9    | 10   |
| Wahrscheinlichkeit           | 0.17 | 0.31 | 0.42 | 0.52 | 0.61 | 0.67 | 0.73 | 0.78 | 0.81 | 0.84 |

## Ethische Bewertung
Die Präimplantationsdiagnostik wird weltweit kontrovers diskutiert. In der Frage, ob und unter welchen Bedingungen die PID angewendet werden darf, verschränken sich grundlegende Aspekte der Individual- und Sozialethik. Dabei sind weltanschaulich fundamentale Entscheidungen betroffen, wie etwa die Frage, in welchem Moment das Mensch-Sein beginnt.
Die ethische Kontroverse um die PID schlägt sich in sehr unterschiedlichen nationalen Gesetzgebungen nieder. So ist die PID in Italien vollständig verboten, während das strikte Verbot etwa in Deutschland, Österreich und der Schweiz in den 2010er Jahren etwas gelockert wurde. Dagegen existieren in China, Großbritannien, Israel, Indien und den USA weitaus weniger rechtliche Einschränkungen. In den USA kontrastieren dabei eine sehr liberale Praxis und eine wissenschaftlich-ethische Debatte, die vor allem um Einschränkungen persönlicher Autonomie im Bereich der Fortpflanzung besorgt ist, mit einer sehr kritischen Haltung christlich-konservativer Kreise. Dagegen stehen das Judentum und der Islam den Möglichkeiten der modernen Reproduktionsmedizin tendenziell aufgeschlossener gegenüber, wenngleich auch dort kontroverse Debatten geführt werden.
In vielen asiatischen Ländern gibt es weniger grundsätzliche ethische Vorbehalte gegenüber der PID, eine vollständige Freigabe wird allerdings meist kritisch betrachtet. Eine zentrale Rolle im Diskurs kommt dabei insbesondere in Indien und China der mittels PID möglichen Geschlechtsselektion und den befürchteten demographischen Auswirkungen zu.

### Ablehnung
Die PID wird insbesondere von der katholischen Kirche, Gentechnik-kritischen Gruppen sowie einzelnen Frauenorganisationen und einigen Stimmen aus Philosophie und Ethik generell abgelehnt. Die Argumente, die dabei eine Rolle spielen, betreffen einerseits das Verfahren selbst und seine unmittelbaren Auswirkungen:
- Es wird überhaupt für unnatürlich oder im Widerspruch zu christlichen Geboten gehalten, auf den Prozess der menschlichen Fortpflanzung in irgendeiner technischen Weise Einfluss zu nehmen. Anfang und Ende des menschlichen Lebens sind demnach in einer besonderen Weise der Verfügbarkeit des Menschen entzogen bzw. sollen dies bleiben.
- Embryonen, aus welchen Gründen auch immer, an ihrer Entwicklung zu hindern, sei verwerflich. Sie seien Menschen wie Geborene auch und hätten in derselben Weise Anspruch auf Schutz und Anerkennung.
- Ebenfalls sei verwerflich, diese Anerkennung davon abhängig zu machen, ob bei den Embryonen bestimmte Eigenschaften vorhanden sind oder nicht, also ihre Entwicklungschancen, d. h. die Entwicklungschancen von Menschen, von einer Art „Qualitätstest“ abhängig zu machen.
- Die Anerkennung und Liebe für Kinder von deren überprüften genetischen Eigenschaften abhängig zu machen, verzerre in schädlicher Weise die natürlichen Familienstrukturen.

Andererseits betreffen die Argumente Fernwirkungen des Verfahrens, die durch seine Etablierung und Verbreitung zu befürchten seien. Diese können sich auf die indirekt betroffene, heutige Gesellschaft beziehen, insbesondere aber auch auf die gesellschaftliche Situation in der Zukunft:
- Die PID stelle ein eugenisches Verfahren dar, mit dem Entscheidungen über den Wert oder Unwert menschlichen Lebens salonfähig werden.
- Zugleich untergrabe diese Technik die gesellschaftliche Anerkennung von kranken und behinderten Menschen, deren Lebenssituation durch die PID vermeidbar erscheine.[47]
- In der Folge drohe die PID den Grundsatz der Gleichheit aller Menschen, der implizit wesentlich auch darauf beruhe, ihre genetische Konstitution außer Acht zu lassen, zu untergraben und so in eine Zwei-Klassen-Gesellschaft Getesteter und Ungetesteter zu führen.
- Ebenfalls zu einer Zwei-Klassen-Gesellschaft führend wäre, dass die Durchführung des vollen Spektrum, der sich noch in Entwicklung befindlichen PID, nur denen vorbehalten wäre, die es sich leisten können.

In der Summe sieht die kategorische Kritik in der PID einen Angriff auf die Grundfesten der humanen Gesellschaft, im Zuge ihrer fortschreitenden Technisierung und Naturentfremdung. Die PID bedeute einen Eingriff in das menschliche Selbstverständnis in gravierender Weise und mit noch viel gravierenderen Konsequenzen in der Zukunft. Sie stelle eine unmittelbare Missachtung der Würde derer dar, die am schwächsten seien und am meisten des Schutzes bedürften, und trage so zur allgemeinen Erosion der Menschenwürde bei, die schließlich alle erfassen werde.

### Befürworter
Befürworter der PID weisen die Argumente der Gegner zurück:
- Religiös begründete Vorbehalte werden grundsätzlich abgelehnt, weil sie in einer liberalen und säkularen Gesellschaft keine Allgemeinverbindlichkeit beanspruchen könnten.
- Dies gelte gleichermaßen für die komplementären säkularen Argumente in Bezug auf einen bestimmten, vorausgesetzten Naturbegriff; niemand verfüge über privilegiertes Wissen darüber, was die Natur des Menschen oder konkret eine natürlich-menschengemäße Fortpflanzung sei. Außerdem folge aus einer solchen Natur, selbst wenn man wüsste, wie sie beschaffen sei, noch keine Verpflichtung, sie zu bewahren; der Mensch widersetze sich auch sonst vielen Naturgegebenheiten wie Kälte, Krankheit oder seiner Unfähigkeit zu fliegen. Mehr noch sei unklar, ob diese menschliche Natur überhaupt etwas Festes und Unveränderliches, auch Unverfügbares sei, oder ob sie nicht eher gerade in der „perfectibilité“ des Menschen bestehe, d. h. seiner Fähigkeit und seinem Willen, sich selbst zu verändern, zu verbessern und sich aus seiner Naturverstrickung zu befreien.[48]
- Ein Verbot der PID würde also die Entscheidungsfreiheit des Menschen einschränken. Es stünde jedem Bürger frei, PID ethisch abzulehnen, doch niemand habe das Recht, diese Sichtweise Andersdenkenden aufzuzwingen. Der Staat dürfe seinen Bürgern nicht eine bestimmte weltanschauliche Vorstellung vorschreiben.
- Zu den weiteren Argumenten für die PID gehören ein behauptetes Recht auf optimale Startbedingungen, wonach Mütter das Recht hätten, ihren Kindern optimale Startbedingungen für das Leben zu schenken,[49] sowie eine behauptete Pflicht zur Optimierung: Der Philosoph Julian Savulescu nennt es eine moralische Verpflichtung der Eltern, Kinder mit den bestmöglichen Startbedingungen auszustatten.[50] In der Folge werden auch die befürchteten gesellschaftlichen Auswirkungen der PID für weniger bedrohlich gehalten:
- Konkret werden, insbesondere auch mit Bezug auf die bis zu 20-jährigen Erfahrungen in denjenigen Ländern, in denen die PID angewendet wird, tatsächlich erkennbare Anzeichen für solche Entwicklungen, etwa der Entsolidarisierung mit Menschen mit Behinderung, verneint. Jedenfalls sei im Blick zu behalten, dass die befürchteten Tendenzen, so sie wirklich auftreten sollten, keineswegs unkorrigierbar seien. Nötigenfalls könne immer noch Gegensteuer gegeben werden, ein allgemeines Verbot sei aber keineswegs erforderlich.
- Im Einzelnen wird etwa angeführt, dass PID eine Ausnahmeuntersuchung bleibe: Sie werde nur nach einer künstlichen Befruchtung durchgeführt, und die Annahme, PID könne in Zukunft in großem Umfang eingesetzt werden, um beispielsweise „optimalen“ Nachwuchs zu bekommen oder vererbbare Krankheiten auszurotten (Eugenik), sei daher übertrieben.
- Im Rahmen der Präimplantationsdiagnostik erführen die Embryonen zwar einen besonderen Schutz; während der späteren Schwangerschaft sei aber eine Abtreibung möglich, wenn zum Beispiel eine Behinderung festgestellt werde. Weil die Belastung für die Schwangere wesentlich größer sei als vor der Implantation des Embryos, werde durch das Verbot der PID unnötiges Leiden verursacht.
- Weiter wird argumentiert, ein Verbot verdränge die Behandlungen lediglich ins Ausland: Auch wenn die PID in einem Land verboten sei, stehe es dem Kinderwunschpaar frei, eine PID im Ausland durchführen zu lassen. Dass der sogenannte PID-Tourismus durch das deutsche PID-Verbot zugenommen habe, sei wissenschaftlich belegt.[51]

Schließlich bleibt als Kernfrage der PID jene, was ein Embryo – in vivo, im Mutterleib, oder in vitro, im Glas – ist und was mit ihm gemacht werden darf. Befürwortende der PID sehen in ihm keinen vollständigen Menschen, sondern eine Vorstufe dazu. Diese erfordere gewisse besondere Formen des (Be-)Handelns – etwa mit Respekt –, keinesfalls aber genieße ein Embryo die Unantastbarkeit der Menschenwürde.

### Einzelne Streitpunkte

#### PID und Pränataldiagnostik bzw. Abtreibung
Die Auffassung, dass die Unantastbarkeit des Embryos in vivo durch die Zulassung der PND und des Schwangerschaftsabbruchs faktisch widerlegt sei und es ungerecht wäre, abweichend dem Embryo in vitro einen unverhältnismäßig höheren Schutz gewähren zu wollen, ist eines der tragenden Argumente für die Zulassung der PID. Die Befürworter der PID führen an, dass mit dem PID-Verbot eine drastische Ungleichgewichtung zwischen der PND und der PID und somit dem Schutz der Embryonen (und Föten) in vivo und in vitro gegeben sei. Unverständlicherweise werde so das Lebensinteresse eines nur wenige Zellen großen Embryos höher geachtet als jenes eines bald lebensfähigen, noch nicht geborenen Kindes. Aus dieser Perspektive sei die Zulassung der PID ethisch geradezu geboten, könne sie doch den Frauen und Paaren die Belastung einer „Schwangerschaft auf Probe“ ersparen.
Demgegenüber bestreiten Gegner der PID grundsätzlich die Vergleichbarkeit beider Situationen, weil im Falle der PID sehenden Auges eine Konfliktsituation herbeigeführt werde, im Gegensatz zur unbeabsichtigten Notlage im Falle der natürlichen Schwangerschaft.

#### Reproduktive Autonomie
Gleich wie bei der herkömmlichen Fortpflanzung und Elternschaft, die für viele Menschen zu den essenziellen Zielen ihrer Lebensplanung und Selbstentfaltung gehört, muss es nach Ansicht der PID-Befürwortenden in der individuellen Entscheidungsbefugnis der Einzelnen bzw. Paare bleiben, ob sie eine solche Maßnahme für sich nutzen wollen oder nicht. Einer der Kernbegriffe in der ethischen Debatte um die PID ist deshalb der der „reproduktiven Autonomie“ der Einzelnen und Paare, in die reglementierend einzugreifen nicht statthaft sei.
Dem wird entgegengehalten, dass Elternschaft nicht allein in Begriffen autonomer Entscheidung definiert werden könne. Vielmehr impliziere diese Rolle gleichermaßen Verantwortung, Fürsorge und Achtung für die wachsende, eigene Persönlichkeit des Kindes, die im Konfliktfall von jeher auch dem Schutz der Allgemeinheit unterstehe. Darüber hinaus beruhe die reproduktive Autonomie der Eltern und die Entscheidung, die sie treffen, auch auf den gesellschaftlichen Lebensbedingungen und wirke auf diese zurück. Fortpflanzung sei nicht nur eine Angelegenheit isolierter Individuen, vielmehr reproduziere sich darin zugleich auch die Gesellschaft als ganze, weshalb sie dem Fortpflanzungsgeschehen auch nicht schlechthin gleichgültig gegenüberstehen könne.

## Rechtliche Lage in einzelnen Ländern
In den meisten europäischen Ländern ist die PID gesetzlich erlaubt und klar geregelt. Italien geht von einem impliziten Verbot der PID aus, während die PID in Irland und Luxemburg aus anderen Gründen nicht durchgeführt wird.
Die nachfolgenden Angaben über die Rechtslage in westlichen Ländern lassen sich wie folgt tabellarisch darstellen:
| Land                   | Diagnose von Erbkrankheiten           | Aneuploidie-Screening                 | Auswahl immunkompatibler Embryonen    | Geschlechtsauswahl                    | andere Gründe (z. B. Selektion einer Anomalie) |
| ---------------------- | ------------------------------------- | ------------------------------------- | ------------------------------------- | ------------------------------------- | ---------------------------------------------- |
| Deutschland            | Grünes Häkchensymbol für ja           | Grünes Häkchensymbol für ja           | Rotes X oder Kreuzchensymbol für nein | Rotes X oder Kreuzchensymbol für nein | Rotes X oder Kreuzchensymbol für nein          |
| Österreich             | J [ 58 ]                              | Rotes X oder Kreuzchensymbol für nein | Rotes X oder Kreuzchensymbol für nein | Rotes X oder Kreuzchensymbol für nein | Grünes Häkchensymbol für ja                    |
| Schweiz                | Grünes Häkchensymbol für ja           | Grünes Häkchensymbol für ja           | Rotes X oder Kreuzchensymbol für nein | Rotes X oder Kreuzchensymbol für nein | Rotes X oder Kreuzchensymbol für nein          |
| Belgien                | Grünes Häkchensymbol für ja           | Grünes Häkchensymbol für ja           | Grünes Häkchensymbol für ja           | Rotes X oder Kreuzchensymbol für nein | Rotes X oder Kreuzchensymbol für nein          |
| China                  | Grünes Häkchensymbol für ja           | Grünes Häkchensymbol für ja           |                                       | Rotes X oder Kreuzchensymbol für nein | Rotes X oder Kreuzchensymbol für nein          |
| Dänemark               | Grünes Häkchensymbol für ja           | Grünes Häkchensymbol für ja           |                                       |                                       |                                                |
| Frankreich             | Grünes Häkchensymbol für ja           | Rotes X oder Kreuzchensymbol für nein | Grünes Häkchensymbol für ja           |                                       |                                                |
| Indien                 | Grünes Häkchensymbol für ja           | Grünes Häkchensymbol für ja           |                                       | Rotes X oder Kreuzchensymbol für nein |                                                |
| Irland                 |                                       |                                       |                                       |                                       |                                                |
| Israel                 | Grünes Häkchensymbol für ja           | Grünes Häkchensymbol für ja           |                                       | Grünes Häkchensymbol für ja           |                                                |
| Italien                | Rotes X oder Kreuzchensymbol für nein | Rotes X oder Kreuzchensymbol für nein | Rotes X oder Kreuzchensymbol für nein | Rotes X oder Kreuzchensymbol für nein | Rotes X oder Kreuzchensymbol für nein          |
| Japan                  | Grünes Häkchensymbol für ja           | Grünes Häkchensymbol für ja           |                                       |                                       | Rotes X oder Kreuzchensymbol für nein          |
| Luxemburg              |                                       |                                       |                                       |                                       |                                                |
| Niederlande            | Grünes Häkchensymbol für ja           | Grünes Häkchensymbol für ja           | Rotes X oder Kreuzchensymbol für nein | Rotes X oder Kreuzchensymbol für nein |                                                |
| Norwegen               | Grünes Häkchensymbol für ja           |                                       | Grünes Häkchensymbol für ja           |                                       |                                                |
| Portugal               | Grünes Häkchensymbol für ja           | Grünes Häkchensymbol für ja           | Grünes Häkchensymbol für ja           |                                       |                                                |
| Schweden               | Grünes Häkchensymbol für ja           |                                       | Grünes Häkchensymbol für ja           |                                       |                                                |
| Spanien                | Grünes Häkchensymbol für ja           |                                       | Grünes Häkchensymbol für ja           |                                       |                                                |
| Südafrika              | Grünes Häkchensymbol für ja           | Grünes Häkchensymbol für ja           |                                       |                                       | Rotes X oder Kreuzchensymbol für nein          |
| Vereinigtes Königreich | Grünes Häkchensymbol für ja           | Grünes Häkchensymbol für ja           | Grünes Häkchensymbol für ja           | Rotes X oder Kreuzchensymbol für nein |                                                |
| Vereinigte Staaten     | Grünes Häkchensymbol für ja           | Grünes Häkchensymbol für ja           | Grünes Häkchensymbol für ja           | Grünes Häkchensymbol für ja           | Grünes Häkchensymbol für ja                    |

Legende: : erlaubt (ggf. mit Einschränkungen oder nicht überall); : verboten; kein Symbol: keine Regelung, Rechtslage unklar oder nachstehend nicht beschrieben.

### Länder mit PID-Verbot

#### Italien
Vor Inkrafttreten des Fortpflanzungsmedizingesetzes im Jahre 2004 war die PID in Italien zumindest in privaten Kliniken erlaubt und wurde auch durchgeführt. Heute gilt sie namentlich gestützt auf den Zweckartikel des Fortpflanzungsmedizingesetzes als verboten. Dieser Artikel lässt die Techniken der Fortpflanzungsmedizin nur zu, um der Unfruchtbarkeit eines Paares Abhilfe zu schaffen. Außerdem ist gemäß weiteren Vorschriften jegliche Intervention, die mittels Selektion oder anderer Techniken genetische Charakteristiken vorausbestimmen will, verboten, ebenso wie die Kryokonservierung und die Vernichtung von Embryonen.

### Länder ohne gesetzliche Regelung der PID

#### Irland
In Irland besteht weder eine Regelung der PID noch eine Regelung der medizinisch unterstützten Fortpflanzung. Öffentliche Gesundheitseinrichtungen bieten weder das eine noch das andere an. Auf privater Basis gibt es einzelne IVF-Kliniken. PID-Verfahren werden hingegen nicht durchgeführt, insbesondere wegen der bis vor kurzem noch offenen Frage, ob und inwiefern sich der verfassungsrechtliche Schutz Ungeborener auch auf Embryonen in vitro erstreckt. Im Dezember 2009 entschied der Supreme Court, dass dem nicht so ist. Das Gesundheitsministerium will im Laufe des Jahres 2011 einen Vorschlag für die gesetzliche Regelung der Fortpflanzungsmedizin (inkl. PID) vorlegen.

#### Luxemburg
Die PID ist in Luxemburg nicht gesetzlich geregelt. Es besteht nur ein einziges Zentrum für medizinisch unterstützte Fortpflanzung. Dessen Betriebsbewilligung präzisiert, dass die PID nicht unter die bewilligten Tätigkeiten fällt, weshalb in Luxemburg keine PID durchgeführt werden kann.

### Länder, in denen die PID gesetzlich geregelt und erlaubt ist

#### Deutschland

##### Rechtslage
In Deutschland wurde bis zum Sommer 2010 das Verbot der PID aus verschiedenen Vorschriften des Gesetzes vom 13. Dezember 1990 zum Schutz von Embryonen (ESchG) abgeleitet (insbesondere aus dem Verbot der Befruchtung einer Eizelle zu einem anderen Zweck als der Herbeiführung einer Schwangerschaft, dem Verbot der Verwendung von menschlichen Embryonen zu einem Zweck, der nicht ihrer Erhaltung dient, und dem Verbot des Klonens menschlicher Embryonen).
Am 6. Juli 2010 entschied der Bundesgerichtshof, dass die nach extrakorporaler Befruchtung beabsichtigte PID mittels Blastozystenbiopsie und anschließender Untersuchung der entnommenen pluripotenten Trophoblastzellen auf schwere genetische Schäden hin keine Strafbarkeit nach dem Embryonenschutzgesetz begründe.
Am 7. Juli 2011 stimmte der Bundestag mit 326 Stimmen einem überparteilichen Gesetzesentwurf zu, der die PID im Grundsatz verbietet, sie aber zulässt, wenn aufgrund der genetischen Veranlagung der Eltern eine schwerwiegende Erbkrankheit beim Kind oder eine Tot- oder Fehlgeburt wahrscheinlich ist. „Schwerwiegend“ ist eine Erbkrankheit, wenn sie sich durch eine geringe Lebenserwartung des betroffenen Menschen oder die Schwere des Krankheitsbildes bei schlechter Behandelbarkeit wesentlich von anderen Erbkrankheiten unterscheidet.
Ein vollständiges Verbot erhielt 260 Dafür-Stimmen, ein restriktiverer Kompromissentwurf 58 Stimmen. Am 23. September 2011 wurde der Gesetzentwurf zur Zulassung der Präimplantationsdiagnostik (PräimpG) im Bundesrat angenommen. Das Gesetz ist im Bundesgesetzblatt Nr. 58/2011 veröffentlicht und seit 8. Dezember 2011 gültig. Die Aufgaben der zuständigen Behörde für die Erteilung der Zulassung zur Durchführung von Präimplantationsdiagnostik sowie die Zusammensetzung, die interne Verfahrensregelung, die Berufung der Mitglieder, die Dauer der Mitgliedschaft und die Finanzierung der Ethikkommission (§ 3 Abs. 1 Nr. 2 bzw. § 4 Abs. 1 und 4 der Präimplantationsdiagnostikverordnung) wird durch Landesgesetz bestimmt.

##### Öffentliche Diskussion
Das Urteil des Bundesgerichtshofes von 2010 kritisierten der Augsburger Weihbischof Anton Losinger und der Freiburger Moraltheologe Eberhard Schockenhoff. Sie sind beide Mitglied im Deutschen Ethikrat. Dagegen erklärte der Präses der Evangelischen Kirche im Rheinland, Nikolaus Schneider, bei der begründeten Gefahr einer Weitergabe von schwersten Erbkrankheiten sei er für die Zulassung der PID. Das Thema wurde auf dem CDU-Bundesparteitag im November debattiert; prominenteste Gegner einer Zulassung der PID waren Angela Merkel und Annette Schavan, die auf dem Parteitag eine knappe Mehrheit erreichten, knapp unterlegene Befürworter der PID waren die Ministerinnen Ursula von der Leyen und Kristina Schröder.
In einem parteiinternen Positionspapier befürwortet die FDP-Politikerin Ulrike Flach 2010 die Präimplantationsdiagnostik zur Vermeidung schwerer Erbkrankheiten. Ähnliche Positionen wie die FDP vertreten die Mehrheiten der SPD- und der Linkspartei-Bundestagsabgeordneten sowie einige Abgeordnete der Grünen. Dementsprechend plädiert ein Gruppenantrag der Abgeordneten Ulrike Flach (FDP), Peter Hintze (CDU) und 13 weiteren Abgeordneten aus allen Fraktionen für eine Freigabe der PID im Falle schwerer erblicher Erkrankungen der Eltern. Demgegenüber treten mehrheitlich Abgeordnete von CDU/CSU für ein generelles Verbot der Präimplantationsdiagnostik ein. Vom Bundestagsabgeordneten Patrick Sensburg stammt ein Entwurf für ein Verbot der Präimplantationsdiagnostik im Gendiagnostikgesetz.
Im Januar 2011 sprach sich die Nationale Akademie der Wissenschaften Leopoldina in einer Stellungnahme, die sie den Abgeordneten des Bundestages vorgestellt hat, für eine Zulassung der PID in engen Grenzen und unter bestimmten Voraussetzungen aus. Am 8. März 2011 veröffentlichte der Deutsche Ethikrat eine Stellungnahme zur Präimplantationsdiagnostik, in der einander widersprechende Empfehlungen enthalten sind: Dreizehn seiner 26 Mitglieder votieren für eine Zulassung der PID unter streng begrenzten Voraussetzungen, 11 grundsätzlich dagegen, ein Mitglied des Ethikrates enthielt sich der Stimme und ein weiteres empfahl in einem Sondervotum die generelle Zulassung der PID zur Feststellung lebensfähiger Embryonen.
Am 1. Juni 2011 befürwortete der Deutsche Ärztetag die Zulassung von Präimplantationsdiagnostik in engen Grenzen. Die PID soll demnach nur für Erkrankungen durchgeführt werden, für die bei einem Paar ein hohes genetisches Risiko bekannt ist.

#### Österreich
In Österreich war die Präimplantationsdiagnostik bis 2015 verboten. Gemäß §2 des im Januar 2015 beschlossenen Fortpflanzungsmedizinrechts-Änderungsgesetz 2015 ist die Präimplantationsdiagnostik nun ausschließlich zur Behebung erblich bedingter Unfruchtbarkeit zulässig. Das Gesetz erlaubt sie, wenn nach drei oder mehr Anwendungen einer medizinisch unterstützten Fortpflanzung keine Schwangerschaft herbeigeführt werden konnte, zumindest drei ärztlich nachgewiesene Schwangerschaften mit einer Fehl- oder Totgeburt des Kindes spontan endeten und diese mit hoher Wahrscheinlichkeit ihre Ursache in der genetischen Disposition des Kindes hatte, oder auf Grund der genetischen Disposition zumindest eines Elternteils die ernstliche Gefahr besteht, dass es zu einer Fehl- oder Totgeburt oder zu einer Erbkrankheit des Kindes kommt.

#### Schweiz
In der Schweiz war die PID seit Inkrafttreten des Fortpflanzungsmedizingesetzes vom 18. Dezember 1998 (FMedG) bis zu dessen Änderung 2016 verboten. Artikel 5 Absatz 3 FMedG untersagte in der Fassung von 1998 das Ablösen einer oder mehrerer Zellen von einem Embryo in vitro und deren Untersuchung. Die Botschaft des Bundesrates zu dem Gesetz begründete das Verbot mit möglichen Langzeitrisiken für den diagnostizierten Embryo, dem Risiko von Fehldiagnosen, der kaum möglichen Grenzziehung zwischen erlaubter Prävention und unerwünschter Selektion, und damit, dass die PID zu einem Automatismus zwischen einem mutmaßlichen genetischen Schaden und der Verwerfung des ungeborenen Lebens führe, der in der Pränataldiagnostik keine Parallele habe.
Danach wurde die Frage der Zulassung der PID in der Bundesversammlung wiederholt aufgeworfen. Im Jahr 2005 stimmten beide Parlamentskammern (mit 92:63 bzw. 24:18 Stimmen) einer Motion zu, die den Bundesrat beauftragt, eine Gesetzesänderung zur Zulassung der PID vorzulegen. Im Jahr 2009 legte die Regierung einen entsprechenden Entwurf zur öffentlichen Vernehmlassung vor. Diesen kritisierten die PID-Befürworter als zu restriktiv, weil er am Verbot der Kryokonservierung von Embryonen und an der Regel, dass pro Fortpflanzungszyklus höchstens drei Embryonen entwickelt werden dürfen („Dreier-Regel“), festhielt.
Auf der Basis eines überarbeiteten Entwurfs aus dem Jahr 2011 stimmten die Schweizer Stimmberechtigten am 14. Juni 2015 mit 62 % Ja-Stimmen in einer Volksabstimmung einer Verfassungsänderung zu, die die Voraussetzungen zur Zulassung der PID schaffen sollte. Artikel 119 Absatz 2 Buchstabe c der Bundesverfassung, der bis dann bestimmte, dass „nur so viele menschliche Eizellen außerhalb des Körpers der Frau zu Embryonen entwickelt werden dürfen, als ihr sofort eingepflanzt werden können“, wurde geändert in: „…als für die medizinisch unterstützte Fortpflanzung notwendig sind“. Zur Revision der Verordnung zum Fortpflanzungsmedizingesetz legte das Departement des Innern einen neuen Entwurf des Ausführungsrechts (FMedV) vor. Ab Herbst 2017 soll demnach die Präimplantationsdiagnostik (PID) in der Schweiz unter bestimmten Voraussetzungen erlaubt sein.
Gestützt darauf beschloss die Bundesversammlung eine Gesetzesänderung, wonach die PID zugelassen wird für Paare, die Träger von schweren Erbkrankheiten sind, und für Paare, die auf natürlichem Weg keine Kinder bekommen können. Für andere Indikationen bleibt die PID verboten. Bei allen In-vitro-Fertilisationen mit oder ohne PID dürfen bis zu zwölf Embryonen entwickelt werden. Gegen diese Gesetzesänderung ergriff die Evangelische Volkspartei das Referendum. In der Volksabstimmung vom 5. Juni 2016 nahmen 61 % der Stimmberechtigten die Gesetzesänderung an.

#### Belgien
Das belgische Fortpflanzungsmedizingesetz aus dem Jahr 2007 überlässt es den einzelnen Zentren zu entscheiden, bei welchen pathologisch relevanten Indikationen sie eine PID anbieten wollen (Aneuploidie-Screenings, HLA-Typisierung etc.). Verboten bleiben aber auch in Belgien eugenische Beweggründe; diese werden umschrieben als »ausgelegt auf die Selektion oder die Vermehrung nicht pathologischer genetischer Eigenschaften«. Daneben verbietet das Gesetz die Geschlechtsselektion, außer zur Verhinderung geschlechtsbedingter Krankheiten. Die PID wird zurzeit in sieben Zentren angeboten.

#### Dänemark
Das dänische Fortpflanzungsmedizingesetz aus dem Jahr 1997 lässt die PID zunächst in jenen Fällen zu, in denen für das Kind ein bekanntes und wesentlich erhöhtes Risiko einer schweren erblichen Krankheit besteht. Ebenfalls erlaubt ist sie im Rahmen einer durch Unfruchtbarkeit indizierten IVF, wenn dadurch eine schwere Chromosomenanomalie festgestellt oder ausgeschlossen werden kann. Gemäß Gesetzesänderung aus dem Jahr 2004 kann das „National Board of Health“ im Einzelfall auch die HLA-Typisierung erlauben, wenn dadurch die Behandlung eines an einer lebensbedrohenden Krankheit leidenden Geschwisters ermöglicht wird. Bis anhin wird indessen die PID in Dänemark nur im Rahmen von Forschungsprotokollen durchgeführt.

#### Frankreich
Frankreich regelt die PID seit 1994 im Gesundheitsgesetz (Code de la santé publique). Danach darf die PID nur durchgeführt werden, wenn das betroffene Paar mit großer Wahrscheinlichkeit ein Kind zur Welt bringen würde, welches von einer besonders schweren und zum Zeitpunkt der Diagnose unheilbaren genetischen Erkrankung betroffen wäre. Der Gesetzgeber bestimmt dabei nicht näher, was unter einer solchen Erkrankung zu verstehen ist, so dass es den Fachpersonen der pluridisziplinären PND-Zentren (CPDPN) überlassen bleibt, dieses Kriterium zu konkretisieren. Des Weiteren erlaubt es das Gesetz Paaren, die wissen, dass in ihrer Familie eine bestimmte, sich spät manifestierende schwere genetische Belastung vorliegt, eine PID durchzuführen, ohne erfahren zu müssen, ob sie selber Träger sind.
Nur mit einer Einzelfallbewilligung der zuständigen nationalen Behörde und vorläufig nur versuchsweise erlaubt das Gesetz die PID mit dem Ziel der HLA-Typisierung, um später für die Therapie eines bereits geborenen, kranken Kindes Blutstammzellen zur Verfügung zu haben. Nicht erlaubt ist hingegen das Aneuploidie-Screening. In Frankreich wird die PID in drei Zentren durchgeführt.

#### Niederlande
Hauptgrundlage der holländischen Regelung zur PID ist das Gesetz über besondere medizinische Verrichtungen aus dem Jahr 1997. Eine PID kann danach grundsätzlich dann indiziert sein, wenn das Paar ein individuell erhöhtes Risiko auf Nachkommen mit einer schwerwiegenden Erbkrankheit hat. Was als «schwerwiegende Erbkrankheit» gelten kann, wird nicht weiter definiert und somit dem ausführenden Zentrum überlassen. Soll eine PID für eine Erbkrankheit durchgeführt werden, für welche dies bisher in den Niederlanden noch nie geschehen ist, wird zunächst eine nichtstaatliche interdisziplinäre Fachkommission aus den Bereichen Medizin und Ethik um eine Stellungnahme gebeten. Die PID mit dem Ziel der HLA-Typisierung für ein krankes Geschwister ist verboten. Das Embryogesetz aus dem Jahr 2002 verbietet die Auswahl von Embryonen gestützt auf deren Geschlecht, außer wenn dadurch die Weitergabe einer schweren geschlechtsgebundenen Erbkrankheit verhindert wird. Die weitere Gesetzgebung hält fest, dass zunächst nur ein Zentrum die PID durchführen und maximal eine weitere Bewilligung erteilt werden darf. Die numerische Beurteilung des genetischen Materials zum Ausschluss von Aneuploidien ist in den Niederlanden bislang nur im Rahmen von Forschungsprojekten erlaubt, welche in vier Zentren erfolgen.

#### Norwegen
Das norwegische Gesetz zur Anwendung der Biotechnologie trat 2004 in Kraft. Es erlaubte die PID für die Verhinderung der Übertragung geschlechtsgebundener Krankheiten. Seit 2008 ist die PID auch bei monogenetischen oder chromosomal bedingten Erbkrankheiten erlaubt, sofern einer oder beide Partner erkrankt oder Träger sind und ein hohes Risiko besteht, die Krankheit auf das Kind zu übertragen. Auch erlaubt ist die PID für eine HLA-Typisierung zur Auswahl eines immunkompatiblen Embryos. Außerdem hat Norwegen neu eine Behörde eingeführt, welche über jeden Einzelfall entscheidet.

#### Portugal
Das portugiesische Fortpflanzungsmedizingesetz aus dem Jahr 2006 regelt auch die PID. Es verbietet sie zur Auswahl des Geschlechts (außer zur Verhinderung einer geschlechtsgebundenen genetischen Krankheit), sowie ihre Anwendung bei multifaktoriell bedingten Krankheiten, bei denen der prädiktive Wert des Tests sehr niedrig ist. Ansonsten ist die PID zulässig, sofern es dabei nicht um die Verbesserung nichtmedizinischer Eigenschaften des Embryos geht. Das bedeutet, dass die PID sowohl für übertragbare schwere genetische Krankheiten als auch für Aneuploidie-Screenings zugelassen ist. Das Gesetz bestimmt zudem, dass das Risiko der Übertragung auf die Nachkommen hoch sein muss, und ein Nationaler Rat der medizinisch unterstützten Fortpflanzung muss die zu diagnostizierende Krankheit als schwer eingestuft haben. Die PID ist auch im Zusammenhang mit einer HLA-Typisierung ausdrücklich erlaubt. Im Frühling 2009 hat das portugiesische Verfassungsgericht die Verfassungsmäßigkeit der gesetzlichen IVF- und PID-Regelung bestätigt.

#### Schweden
Das schwedische Gesetz aus dem Jahr 2006 über „genetisk integritet“ regelt auch die PID. Diese ist zulässig, wenn der Mann oder die Frau Träger einer schweren monogenen oder chromosomalen Erbkrankheit ist, welche mit sich bringt, dass für das Kind ein hohes Risiko für eine genetische Krankheit oder Schädigung besteht. Besondere Gründe und gestützt darauf eine Einzelfallbewilligung der Gesundheitsbehörde sind nötig für die Durchführung einer PID mit HLA-Typisierung mit dem Ziel der späteren Blutstammzellspende für ein schwer krankes Geschwister.

#### Spanien
Das spanische Fortpflanzungsmedizingesetz aus dem Jahr 2006 erlaubt die PID erstens zur Erkennung von schweren genetischen Krankheiten, welche frühzeitig auftreten und nach geltendem Stand der Wissenschaft nachgeburtlich nicht therapierbar sind. Zweitens darf sie auch zur Erkennung anderer Beeinträchtigungen durchgeführt werden, welche die Lebensfähigkeit der Embryonen beeinflussen können. Die Beurteilung, ob die Indikation zur Durchführung der PID im Einzelfall gegeben ist, nehmen die Zentren selber vor. Die ebenfalls zulässige Durchführung einer PID mit HLA-Typisierung zu therapeutischen Zwecken für Dritte untersteht hingegen der Einzelfallbewilligung durch die Behörde, wobei auch die positive Stellungnahme der Nationalen Kommission für die unterstützte Fortpflanzung nötig ist. Von öffentlicher Seite her (Sistema Nacional de Salud) wird die PID nur in Sevilla angeboten. Bei den zahlreichen anderen Kliniken, die IVF-Verfahren mit PID anbieten, handelt es sich um private Einrichtungen. In Spanien wird die PID seit vielen Jahren angeboten und es werden viele Paare aus anderen Ländern behandelt, die nur für die Durchführung der PID nach Spanien reisen.

#### Vereinigtes Königreich
Die britische Gesetzgebung („Human Fertilisation and Embryology Act, HFE-Act“, 1990) enthält seit 2008 auch Bestimmungen zur Zulässigkeit der PID. Die zuständige nationale Behörde (HFEA) erteilt den Zentren zunächst eine generelle Bewilligung zur Durchführung der PID. In der Folge erteilt sie eine Typenbewilligung für jede neue Indikation. Hat sie die PID für ein bestimmtes genetisches Merkmal in einem konkreten Fall bewilligt, können auch andere Zentren die PID für dieses Merkmal durchführen. In diesem Sinne kennt das Vereinigte Königreich eine Liste der zulässigen Indikationen. Das Gesetz erlaubt Aneuploidie-Screening und PID zur Auswahl immunkompatibler Embryonen, verbietet aber die Geschlechtswahl ohne Krankheitsbezug („social sexing“). Die PID wird im Vereinigten Königreich in neun Zentren durchgeführt.

#### Vereinigte Staaten von Amerika
Auf bundesstaatlicher Ebene existieren in den USA keine Regeln zur PID. Nur sehr wenige Bundesstaaten kennen diesbezüglich ein Verbot; in allen übrigen Staaten wird die PID sehr liberal gehandhabt. Eine publizierte Umfrage bei den amerikanischen IVF-Kliniken ergab, dass knapp drei Viertel der IVF-Kliniken auch die Durchführung einer PID anbieten. „Social sexing“ ist in vielen Staaten der USA erlaubt, und heute werden etwa 10 % aller PID mit diesem Ziel durchgeführt.